# Borrán
Borrán (llamado oficialmente Barrán) es un lugar situado en la parroquia de Maus, del municipio español de Villar de Barrio, en la provincia de Orense, Galicia.

## Demografía
| Gráfica de evolución demográfica de Borrán entre 2000 y 2023 |
|                                                              |
| Datos según el nomenclátor publicado por el INE.             |